# Мітрідат III (цар Іберії)
Мітрідат (Мірдат) III (*მირდატ III, д/н —378) — цар Іберії у 365—378 роках.

## Життєпис
Походив з династії Хосровідів. Син Вазар-Бакура I, царя Іберії. У 365 році після смерті останнього стає володарем Кавказької Іберії. Продовжив політику батька щодо вірності Сасанідської Персії, куди він відправив в якості заручника одного з синів. Водночас зменшив переслідування християн.
У 370 році проти Мітрідата III виступив колишній цар Саурмаг II, який отримав військову допомогу від римського імператора Валента. Невдовзі цар зрозумів марність спротиву, тому вступив у перемовини з Саурмагом II біля річці кура. За угодою, Мітрідат III отримав північно-східну Іберію. Невдовзі також перейшов у християнство.
У 378 році, скориставшись поразкою імператора Валента у битві при Адріанополі від готів, Мітрідат III вирішив повернув владу над усією Іберією. Його суперник, не отримав достатньої допомоги, оскільки усі сили римлян були спрямовані проти готів. Тому Мітрідат III доволі швидко вигнав Саурмага II з усієї Іберії.
Помер у 380 році. Йому спадкував старший син Вазар-Бакур II.